# Хомич Олексій Петрович
Олексій Петрович Хомич (14 березня 1920, Москва — 30 травня 1980, там же) — радянський футбольний воротар. Заслужений майстер спорту СРСР (1948).

## Біографія
Вихованець юнацької команди Таганського парку культури і відпочинку — 1935 рік. Потім грав за клубні команди Московського м'ясокомбінату — 1936-1939. Виступав за «Харчовик» (Москва) — 1940-1941. У 1942 році був покликаний в армію. В 1943 році грав за команду військового гарнізону в Тегерані. У чемпіонаті Москви дебютував у складі московського «Динамо» 19 вересня 1944 року з «Крилами Рад» (Москва), 0:1. У чемпіонаті СРСР дебютував 20 травня 1945 року в матчі проти московського «Спартака», який завершився внічию 1:1.
Дворазовий чемпіон СРСР. Срібний призер чотирьох чемпіонатів СРСР. Фіналіст Кубка СРСР 1945 і 1949 років. Учасник і герой пам'ятних поїздок команди у Велику Британію восени 1945 року, Швецію та Норвегію в 1947 році. Хомич мав прекрасні воротарські показники — 0,66 м'яча за гру. Відіграв шість сезонів за «Динамо».
Після московського «Динамо» грав за мінське «Динамо» — 1953-1956 рр.
У 1956 році закінчив школу тренерів при ДЦОЛІФКу. Довгий час працював інструктором фізкультури в одній з динамівських райрад. З 1969 по 1979 рік працював спортивним фотокореспондентом тижневика «Футбол». В 1964-1979 рр. був членом Центрального штабу клубу «Шкіряний м'яч» і брав активну участь у його роботі.
Один з кращих воротарів радянського футболу другої половини 1940-х років Користувався величезною популярністю після поїздки команди у Велику Британію, де він отримав прізвисько «Тигр». Сміливий, спритний, вибуховий, володів феноменальною реакцією і рідкісної стрибучістю. Хороша воротарська техніка, сильні руки, які дозволяли йому надійно брати м'яч в руки («хват»), уміння ловити м'яч в ефектних кидках, після яких він миттєво схоплювався на ноги, зробили Хомича воротарем яскравого, видовищного стилю. Особливо добре діяв на лінії воріт. Працьовитість, схильність до критичного самоаналізу, неухильне дотримання спортивного режиму допомогли йому довгі роки виступати на стабільно високому рівні. Вплинув на  формування манери гри Льва Яшина.
Був членом КПРС. Служив черговим офіцером одного з підрозділів 9-го Управління КДБ СРСР, який відповідав за охорону перших осіб держави.
Олексій Петрович Хомич помер у травні 1980 року, коли йому було 60 років. Похований на Хованському кладовищі, стара територія, ділянка № 30.

## Досягнення
- Чемпіон СРСР: 1945, 1949
- Фіналіст Кубка СРСР: 1945, 1949
- У списку 33-х найкращих футболістів країни: один раз. № 3 — 1948.
- Учасник пам'ятних поїздок команди до Великої Британії восени 1945 року, Швеції та Норвегії в 1947 році.

## Пам'ять
14 березня 2012 року, в 92-у річницю з дня народження видатного воротаря, на фасаді будинку 41 на Кутузовському проспекті в Москві, де Хомич проживав з 1949 по 1980 роки, була встановлена меморіальна дошка.

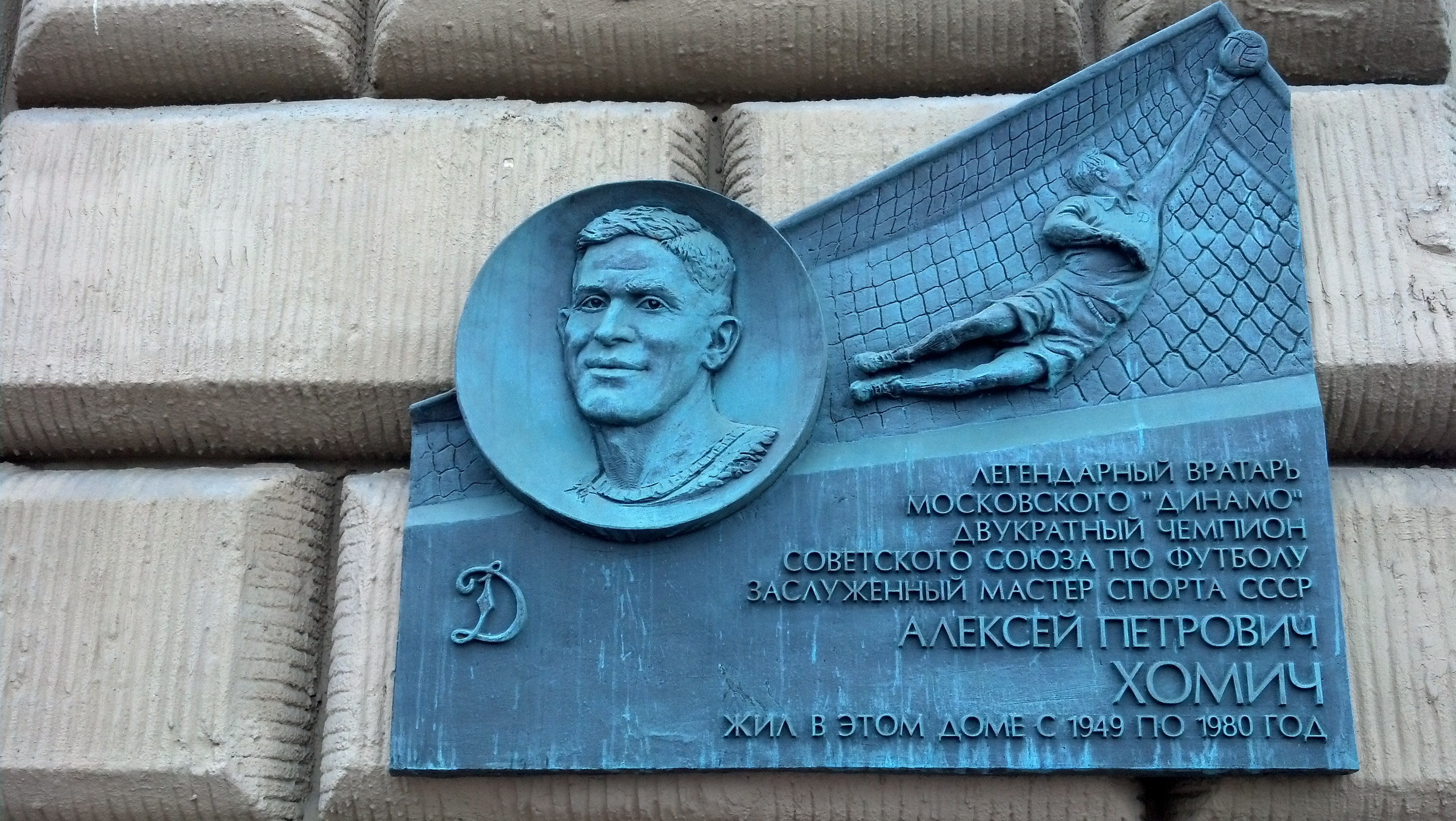
Меморіальна дошка Хомичу на будинку, в якому той проживав.

У фільмі 2019 року Лев Яшин. Воротар моєї мрії Олексія Хомича зіграв актор Олексій Кравченко.